# Pleopodias
Pleopodias es un género de isópodos de la familia Cymothoidae.

## Especies
- Pleopodias diaphus
- Pleopodias elongatus
- Pleopodias nielbrucei
- Pleopodias vigilans